# Cuneo Volley Ball Club 2000-2001
Questa voce raccoglie le informazioni riguardanti il Cuneo VBC nelle competizioni ufficiali della stagione 2000-2001.

## Stagione
La stagione 2000-2001 è per la società piemontese, sponsorizzata dalla Alpitour e dalla Noicom, la dodicesima consecutiva nel massimo campionato italiano. L'estate è caratterizzata da una quasi totale rivoluzione della squadra. Alla guida tecnica viene chiamato il tre volte campione del mondo Ferdinando De Giorgi, per ricoprire sia il ruolo di allenatore che quello di palleggiatore. Molti giocatori lasciano Cuneo, tra cui il capitano Rafael Pascual. La nuova formazione punta sulla medaglia di bronzo olimpica Andrea Sartoretti, su Sándor Kántor, schiacciatore ungherese in arrivo da Modena e sul centrale cubano Maikel Cristóbal Cardona. L'inizio della stagione sportiva è funestata da un grave lutto: alla vigilia della prima giornata muore infatti lo storico presidente Bruno Fontana, richiamato a ricoprire il ruolo di team manager.
Il campionato 2000-2001 vede la squadra cuneese tornare ai vertici nazionali, dopo la difficile annata precedente. La stagione regolare vede il Cuneo Volley Ball Club in testa dall'inizio alla fine. Saranno 62 i punti conquistati, frutto di ventuno vittorie e cinque sconfitte. Questo risultato gli consentirà di tornare a disputare una competizione europea: per la stagione 2001-2002 si qualifica infatti alla Coppa CEV. I play-off scudetto mettono di fronte ai bianco-azzurri la 4Torri Ferrara Volley. Dopo l'iniziale sconfitta a Ferrara in gara 1, la squadra ribalta la situazione, vincendo due gare consecutive in casa e la quarta, decisiva partita in trasferta, eliminando gli emiliani. La semifinale contro l'Asystel Milano, invece, non è fortunata. Perdendo i primi due incontri, uno a Milano e uno a Cuneo, i piemontesi compromettono la qualificazione. La vittoria in gara 3 viene vanificata dalla sconfitta nella quarta partita, che estromette il Cuneo Volley Ball Club dalla lotta per il titolo.
Non va meglio nel secondo trofeo nazionale, la Coppa Italia: dopo aver superato nei quarti di finale l'Itas Diatec Trentino, la Noicom Alpitour Cuneo deve arrendersi alla Pallavolo Padova: terminati gli incontri di andata e ritorno con identico quoziente set e quoziente punti, la squadra veneta vince il set di spareggio, accedendo così alle finali.

## Organigramma societario
Area direttiva
- Presidente: Ezio Barroero
- Vicepresidente: Valter Lannutti
- Vicepresidente: Roberto Mandruzzato
- Team manager: Bruno Fontana

Area organizzativa
- Segretaria generale: Fulvia Cacciò
- Direttore sportivo: Enzo Prandi
- Responsabile settore giovanile: Gino Primasso

Area comunicazione
- Addetto stampa: Giuditta Giraudo
- Relazioni esterne: Bruno Lubatti

Area marketing
- Responsabile marketing: Giuseppe Cormio
- Responsabile marketing: Marco Pistolesi

Area tecnica
- Allenatore: Ferdinando De Giorgi
- Allenatore in seconda: Mario Di Pietro

Area sanitaria
- Medico: Giuliano Bergamaschi
- Medico: Stefano Carando
- Medico: Emilio Lucidi
- Fisioterapista: Umberto Cuminotto
- Fisioterapista: Paolo Bartek

## Rosa
| N. | Giocatore                | Ruolo | Data di nascita   | Nazionalità sportiva |
| -- | ------------------------ | ----- | ----------------- | -------------------- |
| 1  | Paolo Torre              | P     | 26 novembre 1976  | Italia               |
| 2  | Francesco Ferrua         | C     | 8 settembre 1965  | Italia               |
| 3  | Luigi Mastrangelo        | C     | 17 agosto 1975    | Italia               |
| 4  | Ferdinando De Giorgi     | P     | 10 ottobre 1961   | Italia               |
| 5  | Igor Omrčen              | C     | 26 settembre 1980 | Croazia              |
| 6  | Tuomas Sammelvuo         | S     | 16 febbraio 1976  | Finlandia            |
| 7  | Maikel Cristóbal Cardona | C     | 16 novembre 1976  | Cuba                 |
| 8  | Andrea Sartoretti        | O     | 19 giugno 1971    | Italia               |
| 9  | Davide Manassero         | S     | 20 ottobre 1979   | Italia               |
| 9  | Manuel Coscione          | P     | 29 gennaio 1980   | Italia               |
| 10 | Giuseppe Sorcinelli      | L     | 12 gennaio 1971   | Italia               |
| 11 | Sándor Kántor            | S     | 2 gennaio 1971    | Ungheria             |
| 12 | Cristian Casoli          | S     | 27 gennaio 1975   | Italia               |

## Mercato
| Acquisti | Acquisti                 | Acquisti        | Acquisti      |
| R.       | Nome                     | da              | Modalità      |
| -------- | ------------------------ | --------------- | ------------- |
| C        | Maikel Cristóbal Cardona | Porto Ravenna   | Definitivo    |
| P        | Ferdinando De Giorgi     | Falconara       | Definitivo    |
| C        | Francesco Ferrua         | Grottazzolina   | Definitivo    |
| S        | Sándor Kántor            | Daytona         | Definitivo    |
| C        | Igor Omrčen              | Mladost Kaštela | Definitivo    |
| O        | Andrea Sartoretti        | Gabeca          | Definitivo    |
| O        | Vencislav Simeonov       | Virtus Fano     | Fine prestito |
| S        | Simone Spescha           | Capurso Gioia   | Fine prestito |
| P        | Paolo Torre              | Virtus Fano     | Definitivo    |

| Cessioni | Cessioni           | Cessioni           | Cessioni   |
| R.       | Nome               | a                  | Modalità   |
| -------- | ------------------ | ------------------ | ---------- |
| S        | Cosimo Gallotta    | Loreto             | Prestito   |
| S/O      | Mauro Gavotto      | Torino             | Definitivo |
| S        | Valerij Gorjušev   | Trentino           | Definitivo |
| C        | Ruslan Olichver    | ?                  | ?          |
| S/O      | Rafael Pascual     | Panasonic Panthers | Definitivo |
| S        | Giacomo Rigoni     | Civitavecchia      | Definitivo |
| O        | Vencislav Simeonov | Gabeca             | Prestito   |
| P        | Daniele Sottile    | Torino             | Prestito   |
| C        | Pietro Spada       | Parma              | Definitivo |
| S        | Simone Spescha     | Mantova            | Prestito   |
| P        | Andrzej Stelmach   | 4 Torri Ferrara    | Definitivo |

- Lo schiacciatore Davide Manassero è stato aggregato alla prima squadra dal settore giovanile.
- Il palleggiatore Manuel Coscione è stato aggregato alla prima squadra dal settore giovanile.

## Risultati

### Serie A1

#### Girone d'andata
| 1ª giornata - 15 ottobre 2000 Palasport, Ferrara                            | 4 Torri Ferrara | 2 - 3 | Cuneo   | 25-17, 20-25, 30-28, 22-25, 11-15 |
| 2ª giornata - 22 ottobre 2000 Palasport di San Rocco Castagnaretta, Cuneo   | Cuneo           | 2 - 3 | Roma    | 25-21, 23-25, 30-28, 21-25, 14-16 |
| 3ª giornata - 29 ottobre 2000 PalaBernhardsson, Padova                      | Sempre Padova   | 0 - 3 | Cuneo   | 22-25, 17-25, 18-25               |
| 4ª giornata - 1º novembre 2000 Palasport di San Rocco Castagnaretta, Cuneo  | Cuneo           | 3 - 1 | Parma   | 25-23, 22-25, 25-21, 25-21        |
| 5ª giornata - 4 novembre 2000 PalaPanini, Modena                            | Daytona         | 0 - 3 | Cuneo   | 22-25, 22-25, 23-25               |
| 6ª giornata - 12 novembre 2000 Palasport di San Rocco Castagnaretta, Cuneo  | Cuneo           | 3 - 1 | Treviso | 26-28, 25-20, 30-28, 25-18        |
| 7ª giornata - 18 novembre 2000 PalaTrento, Trento                           | Trentino        | 2 - 3 | Cuneo   | 25-17, 31-33, 11-25, 29-27, 12-15 |
| 8ª giornata - 26 novembre 2000 PalaFondoPatti, Palermo                      | Palermo         | 1 - 3 | Cuneo   | 20-25, 23-25, 25-19, 22-25        |
| 9ª giornata - 3 dicembre 2000 Palasport di San Rocco Castagnaretta, Cuneo   | Cuneo           | 3 - 0 | Milano  | 25-20, 25-20, 25-20               |
| 10ª giornata - 8 dicembre 2000 PalaFiom, Taranto                            | Magna Grecia    | 0 - 3 | Cuneo   | 20-25, 21-25, 23-25               |
| 11ª giornata - 10 dicembre 2000 Palasport di San Rocco Castagnaretta, Cuneo | Cuneo           | 3 - 0 | Lube    | 25-19, 25-23, 25-22               |
| 12ª giornata - 17 dicembre 2000 PalaFiera, Forlì                            | Forlì           | 0 - 3 | Cuneo   | 13-25, 17-25, 20-25               |
| 13ª giornata - 23 dicembre 2000 Palasport di San Rocco Castagnaretta, Cuneo | Cuneo           | 3 - 0 | Gabeca  | 28-26, 25-23, 25-20               |

#### Girone di ritorno
| 1ª giornata - 30 dicembre 2000 Palasport di San Rocco Castagnaretta, Cuneo | Cuneo   | 2 - 3 | 4 Torri Ferrara | 25-18, 25-19, 22-25, 23-25, 13-15 |
| 2ª giornata - 5 gennaio 2000 Palazzetto dello Sport, Roma                  | Roma    | 0 - 3 | Cuneo           | 23-25, 22-25, 22-25               |
| 3ª giornata - 7 gennaio 2001 Palasport di San Rocco Castagnaretta, Cuneo   | Cuneo   | 3 - 0 | Sempre Padova   | 25-18, 25-17, 25-16               |
| 4ª giornata - 13 gennaio 2001 PalaRaschi, Parma                            | Parma   | 0 - 3 | Cuneo           | 18-25, 23-25, 23-25               |
| 5ª giornata - 21 gennaio 2001 Palasport di San Rocco Castagnaretta, Cuneo  | Cuneo   | 3 - 1 | Daytona         | 29-27, 19-25, 25-22, 25-18        |
| 6ª giornata - 28 gennaio 2001 PalaVerde, Villorba                          | Treviso | 2 - 3 | Cuneo           | 25-18, 19-25, 25-21, 18-25, 11-15 |
| 7ª giornata - 10 febbraio 2001 Palasport di San Rocco Castagnaretta, Cuneo | Cuneo   | 3 - 1 | Trentino        | 25-18, 25-27, 25-20, 25-18        |
| 8ª giornata - 18 febbraio 2001 Palasport di San Rocco Castagnaretta, Cuneo | Cuneo   | 3 - 1 | Palermo         | 23-25, 25-17, 25-16, 25-23        |
| 9ª giornata - 24 febbraio 2001 PalaLido, Milano                            | Milano  | 3 - 2 | Cuneo           | 16-25, 25-18, 28-26, 20-25, 20-18 |
| 10ª giornata - 4 marzo 2001 Palasport di San Rocco Castagnaretta, Cuneo    | Cuneo   | 3 - 2 | Magna Grecia    | 25-27, 25-27, 26-24, 25-21, 15-10 |
| 11ª giornata - 10 marzo 2001 Palasport Fontescodella, Macerata             | Lube    | 3 - 1 | Cuneo           | 25-20, 23-25, 26-24, 25-21        |
| 12ª giornata - 17 marzo 2001 Palasport di San Rocco Castagnaretta, Cuneo   | Cuneo   | 3 - 0 | Forlì           | 25-17, 25-23, 25-15               |
| 13ª giornata - 20 marzo 2001 PalaGeorge, Montichiari                       | Gabeca  | 3 - 1 | Cuneo           | 25-19, 23-25, 25-18, 25-16        |

#### Play-off scudetto
| Quarti di finale (gara 1) - 28 marzo 2001 Palasport, Ferrara                           | 4 Torri Ferrara | 3 - 1 | Cuneo           | 38-36, 34-32, 18-25, 28-26        |
| Quarti di finale (gara 2) - 30 marzo 2001 Palasport di San Rocco Castagnaretta, Cuneo  | Cuneo           | 3 - 0 | 4 Torri Ferrara | 25-18, 25-22, 25-16               |
| Quarti di finale (gara 3) - 1º aprile 2001 Palasport di San Rocco Castagnaretta, Cuneo | Cuneo           | 3 - 1 | 4 Torri Ferrara | 25-23, 14-25, 26-24, 25-19        |
| Quarti di finale (gara 4) - 3 aprile 2001 Palasport, Ferrara                           | 4 Torri Ferrara | 1 - 3 | Cuneo           | 25-18, 30-32, 23-25, 23-25        |
| Semifinali (gara 1) - 7 aprile 2001 PalaLido, Milano                                   | Milano          | 3 - 1 | Cuneo           | 23-25, 25-14, 25-19, 32-30        |
| Semifinali (gara 2) - 12 aprile 2001 Palasport di San Rocco Castagnaretta, Cuneo       | Cuneo           | 2 - 3 | Milano          | 25-22, 21-25, 23-25, 25-14, 10-15 |
| Semifinali (gara 3) - 14 aprile 2001 Palasport di San Rocco Castagnaretta, Cuneo       | Cuneo           | 3 - 1 | Milano          | 20-25, 25-23, 25-22, 25-22        |
| Semifinali (gara 4) - 17 aprile 2001 PalaLido, Milano                                  | Milano          | 3 - 2 | Cuneo           | 22-25, 30-28, 31-29, 22-25, 15-13 |

### Coppa Italia

#### Fase a eliminazione diretta
| Quarti di finale (andata) - 25 ottobre 2000 PalaTrento, Trento                           | Trentino      | 0 - 3 | Cuneo         | 22-25, 23-25, 21-25               |
| Quarti di finale (ritorno) - 8 novembre 2000 Palasport di San Rocco Castagnaretta, Cuneo | Cuneo         | 0 - 3 | Trentino      | 0-15, 0-15, 0-15                  |
| Semifinali (andata) - 16 novembre 2000 PalaBernhardsson, Padova                          | Sempre Padova | 3 - 2 | Cuneo         | 22-25, 24-26, 25-20, 36-34, 15-12 |
| Semifinali (ritorno) - 22 novembre 2000 Palasport di San Rocco Castagnaretta, Cuneo      | Cuneo         | 3 - 2 | Sempre Padova | 27-25, 22-25, 25-22, 20-25, 15-7  |

## Statistiche

### Statistiche di squadra
| Competizione | Punti | In casa | In casa | In casa | In trasferta | In trasferta | In trasferta | Totale | Totale | Totale |
| Competizione | Punti | G       | V       | P       | G            | V            | P            | G      | V      | P      |
| ------------ | ----- | ------- | ------- | ------- | ------------ | ------------ | ------------ | ------ | ------ | ------ |
| Serie A1     | 62    | 17      | 14      | 3       | 17           | 11           | 6            | 34     | 25     | 9      |
| Coppa Italia | -     | 2       | 1       | 2       | 2            | 1            | 1            | 4      | 2      | 2      |

G = partite giocate; V = partite vinte; P = partite perse

### Statistiche dei giocatori
| Giocatore      | Serie A1 | Serie A1 | Serie A1 | Serie A1 | Serie A1 | Coppa Italia | Coppa Italia | Coppa Italia | Coppa Italia | Coppa Italia | Totale | Totale | Totale | Totale | Totale |
| Giocatore      | P        | PT       | AV       | MV       | BV       | P            | PT           | AV           | MV           | BV           | P      | PT     | AV     | MV     | BV     |
| -------------- | -------- | -------- | -------- | -------- | -------- | ------------ | ------------ | ------------ | ------------ | ------------ | ------ | ------ | ------ | ------ | ------ |
| M. Cardona     | 31       | 324      | 210      | 82       | 32       | 3            | 33           | 20           | 9            | 6            | 34     | 357    | 230    | 91     | 38     |
| C. Casoli      | 30       | 247      | 202      | 32       | 13       | 3            | 26           | 21           | 3            | 2            | 33     | 273    | 223    | 35     | 15     |
| M. Coscione    | 2        | 0        | 0        | 0        | 0        | -            | -            | -            | -            | -            | 2      | 0      | 0      | 0      | 0      |
| F. De Giorgi   | 28       | 40       | 28       | 3        | 9        | 2            | 3            | 3            | 0            | 0            | 30     | 43     | 31     | 3      | 9      |
| F. Ferrua      | 7        | 19       | 14       | 5        | 0        | 3            | 4            | 4            | 0            | 0            | 10     | 23     | 18     | 5      | 0      |
| S. Kántor      | 33       | 386      | 316      | 27       | 43       | 3            | 44           | 34           | 4            | 6            | 36     | 430    | 350    | 31     | 49     |
| D. Manassero   | 1        | 0        | 0        | 0        | 0        | -            | -            | -            | -            | -            | 1      | 0      | 0      | 0      | 0      |
| L. Mastrangelo | 34       | 392      | 248      | 102      | 42       | 3            | 28           | 20           | 7            | 1            | 37     | 420    | 268    | 109    | 43     |
| I. Omrčen      | 27       | 60       | 42       | 13       | 5        | 3            | 2            | 2            | 0            | 0            | 30     | 62     | 44     | 13     | 5      |
| T. Sammelvuo   | 23       | 145      | 109      | 20       | 16       | 3            | 14           | 11           | 1            | 2            | 26     | 159    | 120    | 21     | 18     |
| A. Sartoretti  | 34       | 627      | 492      | 60       | 75       | 3            | 59           | 40           | 6            | 13           | 37     | 686    | 532    | 66     | 88     |
| G. Sorcinelli  | 34       | -        | -        | -        | -        | 3            | -            | -            | -            | -            | 37     | -      | -      | -      | -      |
| P. Torre       | 31       | 46       | 21       | 17       | 8        | 3            | 1            | 0            | 0            | 1            | 34     | 47     | 21     | 17     | 9      |

P = presenze; PT = punti totali; AV = attacchi vincenti; MV = muri vincenti; BV = battute vincenti